# Paola Barbara
Pour les articles homonymes, voir Barbara (homonymie).
Paola Barbara, née Paola Proto le 22 juillet 1912 à Rome dans la région du Latium et morte le 2 octobre 1989 à Anguillara Sabazia dans la même région, est une actrice italienne. Actrice populaire de la fin des années 1930 au début des années 1940, elle s’exile pendant la Seconde Guerre mondiale en Espagne et ne retrouve pas le succès de ses débuts à son retour en Italie. Elle a utilisé au cours de sa carrière un second nom de scène, Pauline Baards, pour des apparitions dans des westerns dans les années 1960.

## Biographie
Paola Proto naît à Rome en 1922. Elle suit des cours d’art dramatique à Florence. Elle débute au cinéma en 1935 avec un petit rôle dans le film Les Cent jours (Campo di maggio) de Giovacchino Forzano. L’année suivante, le réalisateur Gennaro Righelli lui offre l’un des rôles principaux de la comédie Amazzoni bianche, prestation qui lance véritablement sa carrière en Italie. Elle joue ensuite dans une autre comédie, L'antenato de Guido Brignone inspiré par la pièce de théâtre éponyme du dramaturge Carlo Veneziani (it).
En 1937, Mario Mattoli lui offre un face à face avec Vittorio De Sica dans une nouvelle comédie, Questi ragazzi, réalisé d’après la pièce de théâtre éponyme de Gherardo Gherardi. Elle joue également et à nouveau pour Guido Brignone et tourne pour Marco Elter et Nunzio Malasomma qui la filme en danseuse dans Eravamo sette sorelle. En 1939, Raffaello Matarazzo lui confie l’un des principaux rôles de son giallo L'albergo degli assenti. Elle y joue le rôle de Renata, la secrétaire d’une riche héritière (Carla Candiani) que des malfaiteurs veulent enlever et qui, par erreur, la confondent finalement avec sa patronne.
Parmi d’autres travaux, elle tourne notamment deux films pour Amleto Palermi, dont Follie del secolo qui la voit en jeune chanteuse courtisée par Armando Falconi dans le Paris de la Belle Époque. On la retrouve également en danseuse sosie d’une grande duchesse dans la comédie La granduchessa si diverte de Giacomo Gentilomo, un film adapté d’une pièce posthume d’Ugo Falena. Pendant les années 1930, elle joue également au théâtre en compagnie de Loris Gizzi et Corrado Annicelli.
En 1940, elle triomphe avec le rôle principal du drame Le Salaire du péché (La peccatrice) d'Amleto Palermi, l’une des premières tentatives de film néoréaliste. Elle y joue le rôle d’une jeune prostituée qui tente de sortir de sa condition sans réel succès. Elle participe la même année au drame sentimentale Le Pont des soupirs (Il ponte dei sospiri) de Mario Bonnard qui est l’adaptation d’une œuvre de l’écrivain français Michel Zévaco et qui se déroule au XVIe siècle.
En 1941, elle est la maîtresse d’un gérant de manège forain dans le drame Manège tragique (Confessione) de Flavio Calzavara. Pendant le tournage, elle fait la rencontre de Primo Zeglio alors assistant-réalisateur. Elle retrouve Mario Bonnard la même année dans le drame Le roi s'amuse (Il re si diverte), une adaptation de l’opéra Rigoletto de Giuseppe Verdi et du livret de Francesco Maria Piave, travail lui-même inspiré de la pièce de Victor Hugo Le roi s'amuse. Bonnard lui confie l’année suivante le rôle d’Isabella Colbran dans le biopic Rossini consacré à la vie de Gioachino Rossini.
Elle se marie en 1943 avec Zeglio. Le couple fuit la Seconde Guerre mondiale en s’installant à Madrid. Elle double alors en langue italienne des films américains produits par la société 20th Century Fox. Elle prend ainsi part au doublage de plusieurs films, dont Qu'elle était verte ma vallée (How Green Was My Valley) de John Ford, La Marraine de Charley (Charley’s Aunt) d’Archie Mayo, L'Ombre d'un doute (Shadow of a Doubt) et Soupçons (Suspicion) d'Alfred Hitchcock ou encore Le Signe de Zorro (The Mark of Zorro) de Rouben Mamoulian. Elle participe à côté à quelques films espagnols, notamment pour les réalisateurs Florián Rey ou Juan de Orduña. Elle apparaît également dans les premières productions de son mari, en étant la fille d'un vendeur arabe dans Accadde a Damasco (it), l'adaptation italo-espagnole de l'opéra La meraviglia di Damasco de Joaquín Abati (es) et Antonio Paso y Cano (es) ou en incarnant une jeune femme qui tue par amour et vengeance dans le giallo Febbre.
Elle revient en Italie en 1947. En 1949, elle donne la réplique à Nino Manfredi dont c’est le premier rôle au cinéma dans Torna a Napoli de Domenico Gambino. Dans les années 1950, elle apparaît régulièrement dans des pièces de théâtre en Italie, en compagnie des acteurs Roberto Villa et Carlo Tamberlani. Elle joue notamment Le Conte d'hiver (The Winter's Tale) et Coriolan (Coriolanus) de William Shakespeare, Le Grand Théâtre du monde (El gran teatro del mundo) de Pedro Calderón de la Barca ou Les Bas-fonds (Na Dnié) de Maxime Gorki.
Au cinéma, elle peine à retrouver les rôles qui ont fait son succès. Elle tourne principalement pour son mari, qui lui confie notamment le rôle du personnage d’Agrippine la Jeune dans le péplum Néron et Messaline (Nerone e Messalina) en 1953 et lui offre l’un des rôles principaux du drame historique La Fille du diable (La figlia del diavolo), aux côtés de Massimo Serato, Carlo Tamberlani et de la débutante Marina Vlady en 1952.
Dans les années 1960, elle apparaît dans des films d’aventures et des westerns, dont deux sous le pseudonyme de Pauline Baards. En 1969, elle obtient un petit rôle dans le drame Le Rendez-vous (The Appointment) de Sidney Lumet tourné dans la ville de Rome. Elle clôt sa carrière avec une dernière apparition dans la comédie Scherzi da prete de Pier Francesco Pingitore en 1978.
Elle survit à son mari qui décède en 1984. Elle meurt en 1989 à l’âge de 77 ans à Anguillara Sabazia.

## Filmographie

### Au cinéma
- 1935 : Les Cent jours (Campo di maggio) de Giovacchino Forzano
- 1936 : Amazzoni bianche de Gennaro Righelli
- 1936 : L'antenato de Guido Brignone
- 1937 : Questi ragazzi de Mario Mattoli
- 1938 : Per uomini soli de Guido Brignone
- 1939 : Eravamo sette sorelle de Nunzio Malasomma
- 1939 : Orgoglio de Marco Elter
- 1939 : L'albergo degli assenti de Raffaello Matarazzo
- 1939 : Napoli che non muore d'Amleto Palermi
- 1939 : Follie del secolo d'Amleto Palermi
- 1939 : Lotte nell'ombra de Domenico Gambino
- 1939 : La granduchessa si diverte de Giacomo Gentilomo
- 1940 : Le Pont des soupirs (Il ponte dei sospiri) de Mario Bonnard
- 1940 : Le Salaire du péché (La peccatrice) d'Amleto Palermi
- 1941 : Turbine de Camillo Mastrocinque
- 1941 : Manège tragique (Confessione) de Flavio Calzavara
- 1941 : L'Archange au masque noir (Il bravo di Venezia) de Carlo Campogalliani
- 1941 : Le roi s'amuse (Il re si diverte) de Mario Bonnard
- 1942 : Rossini de Mario Bonnard
- 1943 : Febbre de Primo Zeglio
- 1943 : Quarta pagina de Nicola Manzari
- 1943 : Accadde a Damasco de Primo Zeglio
- 1944 : Noche fantastica de Luis Marquina
- 1945 : Su ultima noche de Carlos Arévalo
- 1945 : Leyenda de feria de Juan de Orduña
- 1946 : L'ultimo amante de Rafael Gil
- 1946 : Audencia publica de Florián Rey
- 1947 : La nao capitana de Florián Rey
- 1947 : Tres espejos de Ladislas Vajda
- 1947 : La monaca di Monza de Raffaello Pacini
- 1947 : I cavalieri della maschera nera de Pino Mercanti
- 1948 : Campo bravo de Pedro Lazaga
- 1949 : Torna a Napoli de Domenico Gambino
- 1949 : Por el Gran Premio de Pedro Antonio Caron
- 1949 : El sòtano de Jaime de Mayora
- 1950 : La fille du mendiant (La figlia del mendicante) de Carlo Campogalliani
- 1952 : Eran trecento... (La spigolatrice di Sapri) de Gian Paolo Callegari
- 1952 : Les enfants ne sont pas à vendre (I figli non si vendono) de Mario Bonnard
- 1952 : La Fille du diable (La figlia del diavolo) de Primo Zeglio
- 1953 : Néron et Messaline (Nerone e Messalina) de Primo Zeglio
- 1953 : La cavallina storna de Giulio Morelli
- 1953 : Le Capitaine fantastique (Capitan Fantasma) de Primo Zeglio
- 1954 : Sua Altezza ha detto: no! de Maria Basaglia
- 1955 : Il coraggio de Domenico Paolella
- 1956 : Storia di una minorenne de Mario Costa
- 1956 : I piaceri del sabato notte de Daniele D'Anza
- 1961 : Ivan le conquérant (Le sette sfide) de Primo Zeglio
- 1963 : Pour un whisky de plus (Cavalca e Uccidi) de José Luis Borau
- 1963 : Il delitto di Anna Sandoval de José Antonio Nieves Conde
- 1963 : Des pissenlits par la racine de Georges Lautner
- 1964 : La Griffe du coyote (Il Segno del coyote) de Mario Caiano
- 1965 : Ménage all'italiana de Franco Indovina
- 1965 : Les Deux violents (I due violenti) de Primo Zeglio
- 1965 : Quatre Hommes à abattre (I 4 inesorabili) de Primo Zeglio
- 1968 : Qui a tué Fanny Hand ? (Killer adios) de Primo Zeglio
- 1969 : Le Rendez-vous (The Appointment) de Sidney Lumet
- 1970 : Un homme nommé Sledge (A Man Called Sledge) de Vic Morrow et Giorgio Gentili
- 1970 : Le Clan des gangsters (La banda de los tres crisantemos) d'Ignacio F. Iquino
- 1975 : Irène, Irène (Irene, Irene) de Peter Del Monte
- 1978 : Scherzi da prete de Pier Francesco Pingitore

### À la télévision

#### Série télévisée
- 1967 : Sheridan, squadra omicidi, épisode Processo di seconda istanza

#### Téléfilm
- 1952 : Canne al vento de Mario Landi

## Sources
- Stefano Masi et Enrico Lancia (trad. de l'italien), Les séductrices du cinéma italien, Rome, Gremesse, 1996, 226 p. (ISBN 88-7301-075-X, lire en ligne), p. 20-21.
- (it) Roberto Poppi et Enrico Lancia, Le attrici, Rome, Gremesse, 2003 (ISBN 88-8440-214-X), p. 21-22-23.